# Heinrich Lichner
Heinrich Lichner (Harpersdorf, 6 marzo 1829 – Breslavia, 7 gennaio 1898) è stato un compositore tedesco.
Oggi è particolarmente noto per i suoi pezzi facili e per le sue sonatine per pianoforte. Fu un musicista molto prolifico, scrisse molte raccolte, soprattutto a scopo didattico dove si annoverano fra le più celebri creazioni le sonatine op. 4, op. 49 ed op. 66. In questi lavori il suo stile appare di impronta prettamente classica, sebbene talvolta si lasci trasportare da qualche influenza e contaminazione romantica.
Durante la sua carriera artistica è stato organista e si è occupato anche di direzione corale, non a caso fu direttore dello Saengerfest di Breslavia, città dove morì.